# Слуцкий, Моисей Борисович
Моисей Борисович Слуцкий (1 января 1851, Белая Церковь, Васильковский уезд, Киевская губерния — 24 октября 1934, Кишинёв) — русский и румынский врач, доктор медицины, общественный деятель и мемуарист.

## Биография
Родился в Белой Церкви в семье Берки Зейликовича Слуцкого (1820—?) и Суры Лейбовны Слуцкой (урождённой Ефруси, 1823—?). Рано лишившись отца, воспитывался у деда по матери Лейба (Леона) Ефруси (Эфрусси) в Бердичеве. Дед имел собственную фуру, четвёрку лошадей, кучера, двух разъездных приказчиков, перевозивших аптекарские товары из Гамбурга и Брод, был состоятельным и образованным человеком. Учился в хедере и в казённом еврейском училище 1-го разряда. После смерти деда переехал с матерью и сестрой в Бельцы, где жила его старшая замужняя сестра, и вскоре поступил во второй класс Кишинёвской гимназии (куда в 1864 году стали принимать по процентной норме еврейских детей). После окончания гимназии в 1869 году продолжил обучение на медицинском факультете Харьковского университета.
В 1875 году окончил университет, и в 1877 году поступил сверхштатным младшим врачом в Кишинёвскую еврейскую больницу. В 1889 году был избран старшим врачом, а в 1899 году — главным врачом и председателем правления этой больницы и оставался в этой должности в последующие тридцать пять лет. В 1892 году было открыто главное здание больницы (проект Ц. Г. Гингера), а к осени 1898 года под руководством М. Б. Слуцкого были выстроены три новых больничных корпуса и Еврейская больница превратилась в самое крупное лечебное заведения Бессарабской губернии. При больнице действовала школа медицинских сестёр. Во время печально знаменитого Кишинёвского погрома 1903 года в больницу доставлялись убитые и раненые, и здесь же нашли прибежище оставшиеся без крова евреи города. М. Б. Слуцкий был свидетелем во время следствия по делу об этом погроме. 23 ноября 1908 года состоялось открытие и освящение школы акушерок и школы учёных сиделок при еврейской больнице. В 1919—1920 годах больница разместила в родильном отделении беженцев, пострадавших во время волны еврейских погромов на Украине. Вышел в отставку в феврале 1934 года.
Избирался гласным городской думы и депутатом Сфатул Цэрий, а после присоединения Бессарабии к Румынии — первым председателем еврейской общины Кишинёва. Был президентом (1910—1914) и вице-президентом (1915—1916) Бессарабского медицинского общества. Осенью 1917 года стал одним из основателей кишинёвского отделения Всероссийской партии «Еврейская народная группа». Статский советник. Награждён орденами Святого Станислава,Святого Владимира и Святой Анны, медалью «Знак отличия Красного Креста», а также румынскими орденами «Короны Румынии» («Coroana Română») и «За заслуги в области здравоохранения» («Meritul Sanitar»).
Помимо публикаций в области медицины и организации здравоохранения опубликовал ряд публицистических материалов в кишинёвской газете «Унзер цайт» (на идише) и две книги воспоминаний: «За три четверти века. Мои воспоминания из детства, юности и полувековой врачебной и общественной деятельности» (1927) и «В скорбные дни. Кишинёвский погром 1903 года» (1930). Последняя из этих книг стала единственными опубликованными воспоминаниями непосредственного очевидца о Кишинёвском погроме 1903 года. Обе книги под одной обложкой были переизданы издательством «Нестор-История» в 2019 году.
Жил в собственном доме по Измаильской улице, № 23 (№ 31).

## Семья
- Жена — Мария Эрнестовна Слуцкая.
  - Сын Леон (1883), дочери Эрнестина (1889) и Татьяна (1891).

## Книги
- Слуцкий М. Б. За три четверти века. Мои воспоминания из детства, юности и полувековой врачебной и общественной деятельности. Часть первая (годы 1851—1900). Кишинёв: Типография Акционерного Общества «Унзер Цайт», 1927. — 122 с.
- Слуцкий М. Б. В скорбные дни. Кишинёвский погром 1903 года. Кишинёв: Типография М. Авербуха, 1930. — 119 с.
- Слуцкий М. Б. В скорбные дни. Кишинёвский погром 1903 года. С приложением книги «За три четверти века. Мои воспоминания из детства, юности и полувековой врачебной и общественной деятельности». Научная редакция, предисловие и комментарии Л. А. Мосионжника. СПб.—М.: Нестор-История, 2019. — 328 с.